# 山県昌景
山県 昌景/山縣 昌景（やまがた まさかげ）は、戦国時代から安土桃山時代にかけての日本の武将。甲斐武田氏の家臣で、譜代家老衆。後代には武田四天王の一人に数えられる。

## 生涯
武田家の譜代家老の飯富虎昌の弟とされているが、甥であるとも言われている（詳細は後述）。
戦国時代の飯富氏の一族では武田信虎家臣の飯富道悦の息子とみられる「源四郎」が永正12年（1515年）10月17日に西郡の国人の大井信達との合戦で死去している。この「源四郎」は山県昌景の仮名と一致するため、「源四郎」は虎昌・昌景の父親にあたると考えられている。
『甲陽軍鑑』に拠れば、昌景ははじめ武田信玄の近習として仕え、続いて使番となる。『甲陽軍鑑』では晴信期の信濃侵攻における伊奈攻めにおいて初陣を果たし、神之峰城攻めで一番乗りの功名を立てたとし、天文21年（1552年）、信濃攻めの功績により騎馬150持の侍大将に抜擢される。その後も虎昌に勝るとも劣らない武者振りを発揮し、「源四郎の赴くところ敵なし」とまで言われたとしている。
確実な初見史料は弘治2年（1556年）8月2日で、昌景は飯富源四郎として水科修理亮に対し与えられた信濃善光寺との往来に関する諸役免許の朱印状奏者を務めている。
永禄6年（1563年）、三郎兵衛尉を名乗る。その後も順調に戦功を挙げて、譜代家老衆に列せられて300騎持の大将となったという。
永禄7年（1564年）7月には飛騨国に侵入し、江馬氏・三木氏を降している（『江馬家後鑑録』）。
永禄8年（1565年）10月には信玄の嫡男の武田義信と彼の傅役だった虎昌が謀反を起こし、10月15日に虎昌は成敗されたという（義信事件、高野山成慶院『甲斐国過去帳』）。この事について、信玄が「飯富虎昌が我々の仲（信玄と義信）を引き裂こうとする密謀が発覚した」「義信との親子関係に問題はない」という趣旨の手紙を小幡源五郎に送ったとされている。義信は事件の二年後に病死した。『甲陽軍鑑』によれば、昌景は血族である虎昌が関与していることを承知の上でこれを信玄に訴えたという逸話を記している。この功績により虎昌の赤備え部隊を引き継ぐとともに、飯富の姓から信玄の父の信虎の代に断絶していた山県（山縣）氏の名跡を与えられて山県昌景と名を改めたといわれ、永禄9年8月時点での改姓が確認される。昌景は原昌胤ともに武田家の政治職である「両職」を務めたとされているが、文書上からは確認されない。
その後も西上野侵攻における箕輪城攻略戦、駿河今川領国への侵攻（駿河侵攻）、甲相同盟の破綻後の相模後北条氏の戦いなどに参加したとされるが、文書上ではおもに信玄側近として諸役免許や参陣命令、寺社支配など武田氏朱印状奏者としての活動が確認されるほか、美濃国の遠山氏、三河国の徳川氏など遠方国衆や松尾小笠原氏・室賀氏・赤須氏などの信濃国衆や三枝氏・横田氏など甲斐武田家臣との取次を務めている。永禄11年以降は蘆名氏との取次を務める。永禄12年（1569年）には駿河江尻城代に任じられた。
元亀2年（1571年）に武田氏は大規模な遠江・三河侵攻を行い、昌景は山家三方衆ら奥三河の国衆を服属させ、抵抗した菅沼定盈に対しては同年4月28日に居城の大野田城を押し潰し、菅沼定盈を退散させ、さらに吉田城を攻囲したとされるが、近年はこの元亀2年の侵攻は根拠となる文書群の年代比定が天正3年に下り、一連の経緯は長篠の戦いの前提である可能性が指摘されている。
『当代記』によれば、元亀3年（1572年）10月、信玄が「西上作戦」を開始すると、秋山虎繁とともに別働隊を率いて信濃から三河に侵攻したという。武田氏に従属した菅沼氏や奥平氏など奥三河国衆は山県の指揮下に組み込まれていたため、これらに先導させて三河東部の長篠城経由で浜松方面へ進軍する。三河八名郡の柿本城、さらに国越えをして遠江の井平城も落として南進し、浜松城を圧迫する下地作りを完了させた上で信玄本隊に合流した(仏坂の戦い)。同年12月22日には武田勢と三河の徳川家康との間で三方ヶ原の戦いが発生し、『甲陽軍鑑』では山県勢が崩れかかったところを武田勝頼が助けたとする逸話を記している。
元亀4年（1573年）4月12日、信玄は信濃伊那郡駒場において死去する。『甲陽軍鑑』によれば、信玄は「わしの死を3年間秘せ。そして勝頼を補佐してくれ」、「明日は瀬田に旗を立てよ」と遺命を託され、馬場信春とともに重鎮の筆頭として信玄の嫡子の武田勝頼を補佐することになった。しかし、勝頼との折り合いは悪く、疎まれたという。
勝頼の家督相続後、天正元年（1573年）8月21日には三河長篠城（愛知県新城市）への後詰の指揮を命じられている。
『明知年譜』によると、天正2年（1574年）、武田勝頼の東美濃侵攻における明知城をめぐる戰いでは、救援に来た織田信長本隊3万人に対し山県は6000人の別働隊を任され、山岳地帯の地形を利用して撃退した。戦闘では退却する信長軍を追撃して4里退かせ、信長の周囲を固めた16騎のうち9騎が打ち取られて7騎が逃げ出すなど、一時は信長を瀬戸際まで追い詰める場面もあったという。

### 長篠の戦い
『甲陽軍鑑』『当代記』によれば、天正3年（1575年）5月の長篠の戦いでは山県や内藤昌秀・馬場信春・原昌胤らが撤退を進言したが、勝頼と側近の長坂光堅（釣閑斎）・跡部勝資が決戦を主張し、勝頼は決戦を決断したという。
そして5月21日の設楽原決戦では、『甲陽軍鑑』や『長篠合戦図屏風』によれば内藤昌秀・原昌胤らと武田軍左翼の中核を担ったという。『甲陽軍鑑』によれば、山県は300騎を率い、駿河の朝比奈氏、信濃の松尾小笠原氏・相木依田氏・大熊氏、三河の田峯菅沼氏・長篠菅沼氏、遠江の三浦氏・孕石氏らの国衆を相備にしていたという。
『信長公記』『松平記』『大須賀記』によれば武田勢の攻勢は九ツ始め（午前11時）に始まり、左翼の山県勢が徳川軍を襲撃したという。『信長公記』によれば山県勢は「一番」に攻撃を仕掛けたが敗退し、『信長公記』『松平記』によれば武田勢は未刻（午後2時頃）には退却し、山県、真田信綱ら武田勢の武将は追撃戦の最中に戦死したという。享年47。高野山成慶院『甲斐国供養帳』には山県の戦死時刻を「未ノ刻」と記している。
『長篠合戦図屏風』に、戦死した昌景の首級を家臣の志村又左衛門が敵に奪われない様持ち去る描写がある。

## 『甲陽軍鑑』等における人物
- 『信長公記』の長篠の戦いの部分で、討ち取った首の表の筆頭に上げられているのは、昌景の名前である。それほど彼の名は敵方にも広く知れ渡っており、武田家重臣の筆頭格であったことがわかる。武田四天王・武田二十四将の一人に数えられている。
- 山県隊は部隊の軍装を赤一色に統一し編成したことから、「赤備え」として諸大名から畏怖された。赤備えを見ただけで勇猛な兵ですら震え上がったと言われる。山県隊があまりにも強すぎたことから赤備えは最強部隊の代名詞となり諸大名に大きな影響を与えた。なお、昌景の死後、徳川家康の重臣の井伊直政や真田昌幸の次男の真田信繁らも赤備えを採用しているのを見ても、その強さがいかに畏敬されていたかがわかる。
- 武勇に優れる昌景ではあったが、風采は冴えなかったとされている。身長は130cmから140cmの小柄で、体重も軽く、痩身で兎唇の醜男だったと言われている。しかしながら『校合雑記』では、昌景のことを次のように伝えている。

- 飯富兵部の「弟」とされることが多いが、年齢差も大きいことから「甥」とする説もある。この説の根拠は安芸国の戦国大名の毛利氏に伝わる『萩藩閥閲録』・『萩藩諸家系譜』等々の記述である。同書によれば昌景の父は安芸武田氏に仕えた安芸国の国人で、壬生城の城主であった山県重秋とされ、兄に山県重房がいる。それによると昌景の母は飯富兵部の姉とあり、11歳の頃、出奔した昌景が叔父を頼って甲斐国に赴いたとある。ただし、確実な山県昌景関係史料からは昌景が西国出身であることは確認されない[18]。
- 娘婿には足軽大将の三枝昌貞がおり、昌貞は山県姓を名乗っていることが文書上からも確認される。山県軍団の相備衆を担っていた相木市兵衛や、江戸幕府の直参旗本となった横田尹松も娘婿である。

## 逸話
- 川中島の戦いの際、上杉方の猛将の鬼小島弥太郎と一騎討ちを行った逸話がある。又、その最中、武田信玄の嫡男の義信が窮地に陥るのを見て、昌景は弥太郎に「主君の御曹司の窮地を救いたいために、勝負を預けたい」と願い出たところ、弥太郎が快諾した。昌景は弥太郎を「花も実もある勇士」と称賛したという（甲越信戦録）。
- 信玄の異母弟の一条信龍が昌景に対して、「山県隊はなぜそんなに強いのか」と訊ねると、「訓練も重要ですが、それだけではなく、一番大切なのは戦に臨む心がけであり、いつも初陣のように合戦に赴く覚悟で慎重に策を練り、勝てると思っても確信しない限り戦わないようにしているからです」と答えたという（翁物語）。
- 飛騨攻めをした際、疲弊で士気が下がっていた軍勢の前に現れた一匹の猿に導かれるように温泉に入って疲労回復したという伝説があり、これが平湯温泉開湯とされている。
- 現在、信継の子孫が山梨市で「山県館」という旅館を経営している。
- 長篠の戦いでは銃弾で両腕を撃ち抜かれると采配を放すまいと口に咥え、討死するその時まで采配を咥えて放さなかったという。

## 系譜
- 兄弟
  - 飯富虎昌 - 叔父説あり
  - 山県昌景
- 息子
  - 山県昌満 - 源四郎将監、上杉景勝の家臣、藤沢山県家の祖
  - 山県昌久 - 長篠の戦いの後、母方の実家の尾張に移り上村源四郎と称する。源四郎の子の笹治大膳こと上村昌時（笹治正時）は結城秀康に仕え、家老として3600石を領する。笹治大膳家の祖。子孫は福井藩の家老職家として最大時で1万石を与えられ笹治姓を称し、十代後に山県に復姓。
  - 山県昌重 - 三郎右衛門、塙直之の附家老、大坂夏の陣で戦死。
  - 山県信継 - 三郎兵衛。のちに徳川家康に仕え川浦村に500石を賜り、川浦口留守番を命ぜられる。子孫は、山県館（川浦温泉の一軒宿）を経営し、武田家旧温会会長を務める。
- 娘
  - （三枝昌貞室）
  - （相木昌朝室）
  - （横田尹松室）
- 養子
  - 山県定昌 - 源八郎、萩原豊前の子、上杉景勝の家臣
  - 山県太郎右衛門 - 野沢豊後の子、四代後が山県大弐

## 関連作品
映画・テレビドラマ
※「演」は演じた役者名。
- 『太閤記』（1965年、NHK大河ドラマ、演：江藤勇）
- 『天と地と』（1969年、NHK大河ドラマ、演：河原崎建三）
- 『風林火山』（1969年、映画、演：堺左千夫）
- 『影武者』（1980年、映画、演：大滝秀治）
- 『徳川家康』（1983年、NHK大河ドラマ、演：井上昭文）
- 『おんな風林火山』（1986年、TBS、演：山本清）
- 『武田信玄』（1988年、NHK大河ドラマ、演：篠田三郎）
- 『武田信玄』（1991年、TBS大型時代劇スペシャル、演：野崎海太郎）
- 『信長 KING OF ZIPANGU』（1992年、NHK大河ドラマ、演：小山武宏）
- 『織田信長』（1994年、テレビ東京、演：中村孝雄）
- 『風林火山』（2007年、NHK大河ドラマ、演：前川泰之）
- 『おんな城主 直虎』（2017年、NHK大河ドラマ、演：山本龍二）
- 『信虎』(2021年、映画、演：葛山信吾）
- 『どうする家康』(2023年、NHK大河ドラマ、演：橋本さとし)

舞台
- DisGOONie presents vol.3『Sin of Sleeping Snow』（2016年6月、Zeppブルーシアター六本木、演：鈴木拡樹）

小説
- 小川由秋『山県昌景 - 武田軍団最強の「赤備え」を率いた猛将』（PHP文庫）